# 6,5 × 50 mm SR Arisaka

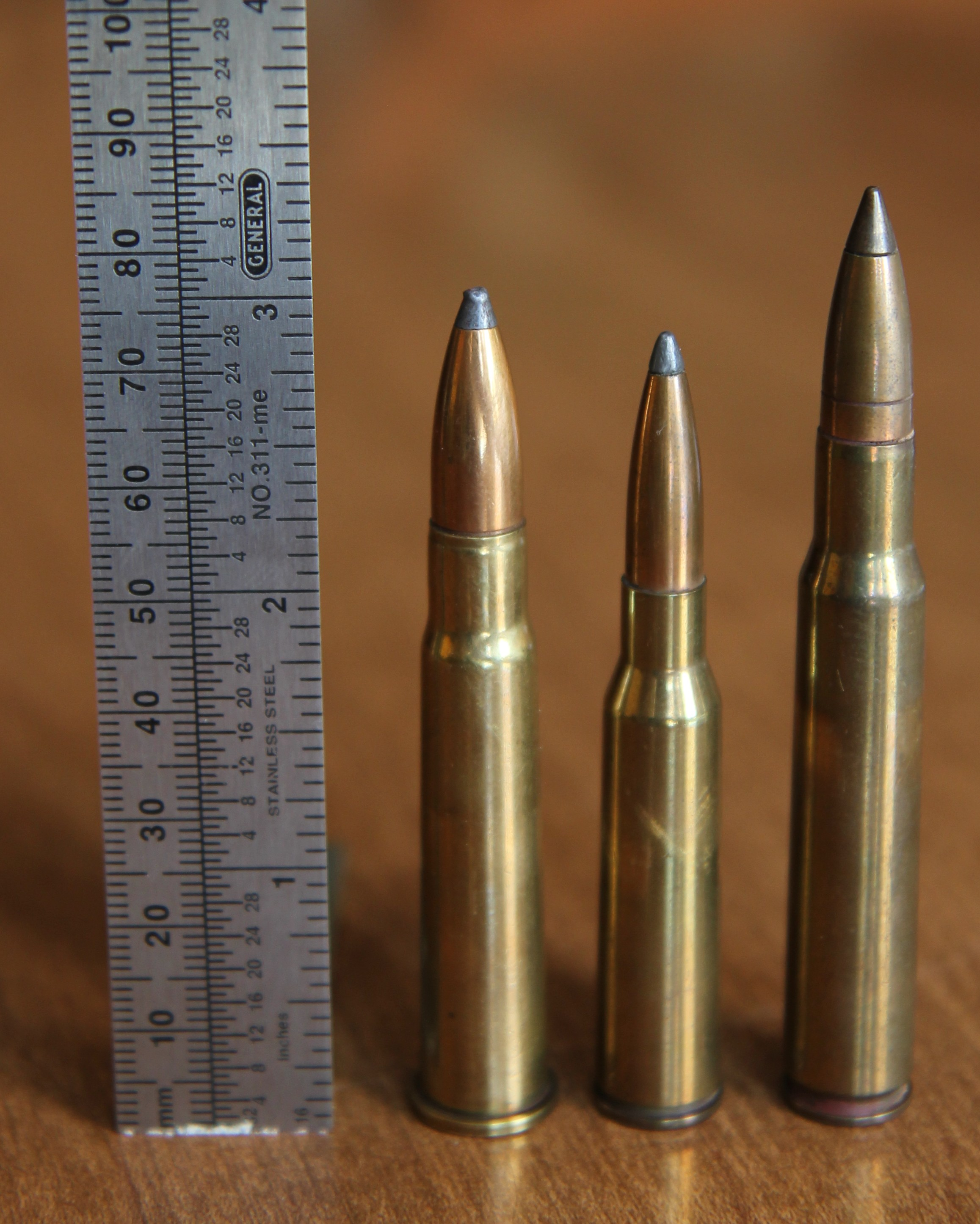
vlevo 303 British, uprostřed 6,5 Jap a vpravo .30-06 Springfield

6,5 × 50 mm SR Arisaka známý také jako 6,5 Jap je puškový náboj se středovým zápalem. Zkratka SR značí semi-rimmed tedy částečný okraj.

## Historie
Náboj byl zaveden v roce 1897 Japonskou císařskou armádou zároveň s puškou Arisaka typ 30. Náboj 6,5 × 50 mm SR Arisaka tak nahradil ve výzbroji starší střelivo 8 × 52 mm Murata. Náboj byl plněn bezdýmým střelným prachem a měl zaoblenou špičku. Se zavedením pušky Arisaka typ 38 byla použita špičatá střela, která byla mírně lehčí a také se zvýšila navážka prachu o 1 g. Zavedením kulometu typu 11 v roce 1922 vznikl nový problém, relativně krátká hlaveň kulometu způsobovala výrazné záblesky při střelbě. Problém byl vyřešen zavedením nového typu prachu, který shořel plynuleji bez vytváření záblesků, ale měl nižší úsťovou rychlost. Tento náboj se označoval „G“ v kroužku a byl používán také v odstřelovací pušce typ 97. Náboj 6,5 × 50 byl shledán jako málo účinný a proto byl v roce 1939 zaveden výkonnější náboj 7,7 × 58 mm Arisaka, který jej měl nahradit, ale pro nedostatek výrobních kapacit spolu oba náboje dosloužily až do konce války.

## Parametry
- průměrná rychlost: 770 m/s
- energie: 2,666 J
- délka náboje: 75,69 mm
- průměr střely: 6,705 mm
- váha střely: 9 g